# David Halliday (Physiker)
David Halliday (* 3. März 1916 in Manchester; † 2. April 2010 in Maple Falls in Washington) war ein US-amerikanischer Physiker.

## Leben
Halliday wuchs in der Stahlstadt Homestead in Pennsylvania auf und studierte ab 1934 an der University of Pittsburgh, an der er 1938 den Bachelor-Abschluss erhielt und 1941 promoviert wurde (Some coincidence-experiments in nuclear physics). Im Zweiten Weltkrieg war er am MIT Radiation Laboratory, wo er am Radar arbeitete. Ab 1946 war er wieder in Pittsburgh zunächst als Assistant Professor, ab 1947 als Associate Professor und ab 1950 als Professor. Von 1951 bis 1962 war er Vorstand der Physik-Abteilung. Von 1967 bis 1969 war er der erste Dekan der neu aufgestellten Faculty of Arts and Sciences. 1975 wurde er emeritiert. Nach der Emeritierung lebte er in die Gegend von Seattle.
Mit Robert Resnick schrieb er ein nicht nur in den USA verbreitetes einführendes Physik-Lehrbuch, das zuerst 1960 erschien als Physics for Students of Science and Engineering. Es erlebte viele Auflagen und wurde von beiden später Kenneth S. Krane zur Überarbeitung von Folgeauflagen übergeben. Bald darauf folgte das noch einfacher gehaltene Fundamentals of Physics. Später wurde es von Jearl Walker überarbeitet (10. Auflage, 5 Bände, Fundamentals of Physics). Sie wurden in mehr als 30 Sprachen übersetzt. Beide Bücher wurden zu Lebzeiten von geschätzt über 10 Millionen Studenten und Schülern weltweit benutzt. Auch sein Lehrbuch der Kernphysik war erfolgreich und wurde in 4 Sprachen übersetzt.
Nachdem er kurz nach dem Zweiten Weltkrieg in Pittsburgh über die am MIT Radiation Lab von Edward Mills Purcell entdeckte Kernspinresonanz eine Vorlesung hielt, kam ihm die Idee, dass dies auch bei Elektronen im Atom möglich sein müsse (Elektronenspinresonanz, ESR, auch paramagnetische Resonanz). Er unternahm damit mit Robert Cummerow (dessen Dissertation das wurde) Experimente und veröffentlichte darüber 1946. Erst danach entdeckten sie, dass Jewgeni Konstantinowitsch Sawoiski in der Sowjetunion darüber 1945 veröffentlicht hatte mit Forschungen aus dem Jahr 1944. Ebenfalls um dieselbe Zeit entdeckte unabhängig Brebis Bleaney in England die ESR, der im Zweiten Weltkrieg ebenfalls Radarforschung betrieb.
Er war seit 1944 mit Alice verheiratet – sie starb 2006 – und hatte einen Sohn. Sein Hobby war Bergsteigen und später Wandern.

## Schriften (Auswahl)
- mit Cummerow: Paramagnetic Losses in Two Manganous Salts, Phys. Rev., Band 70, 1946, S. 433
- mit A. G. Worthing: Heat, Wiley 1948
- Introductory Nuclear Physics, Wiley, 1950, 2. Auflage 1955
  - Weitergeführt und Erweitert von Kenneth S. Krane: Introductory Nuclear Physics. Wiley, New York 1987, ISBN 978-0-471-80553-3 (englisch, archive.org).
- mit Robert Resnick, Kenneth S. Krane: Physics, Wiley, 4. Auflage 1992, ISBN 978-0-471-80458-1, Nachauflage in 2 Bänden 2001
  - Deutsche Ausgabe, Halliday, Resnick: Physik, 2 Bände, De Gruyter 2020, ISBN 978-3-11-088037-3 und 9783110860764
- mit Robert Resnick, Jearl Walker: Fundamentals of Physics, 12. Auflage, Wiley 2021, ISBN 978-1-119-77351-1
  - Deutsche Ausgabe: Halliday Physik für natur- und ingenieurwissenschaftliche Studiengänge, Wiley 2019, mit Übungsbuch (Set mit Lehr- und Übungsbuch, Wiley 2017, ISBN 978-3-527-41358-4)